# Источник бесперебойного электропитания

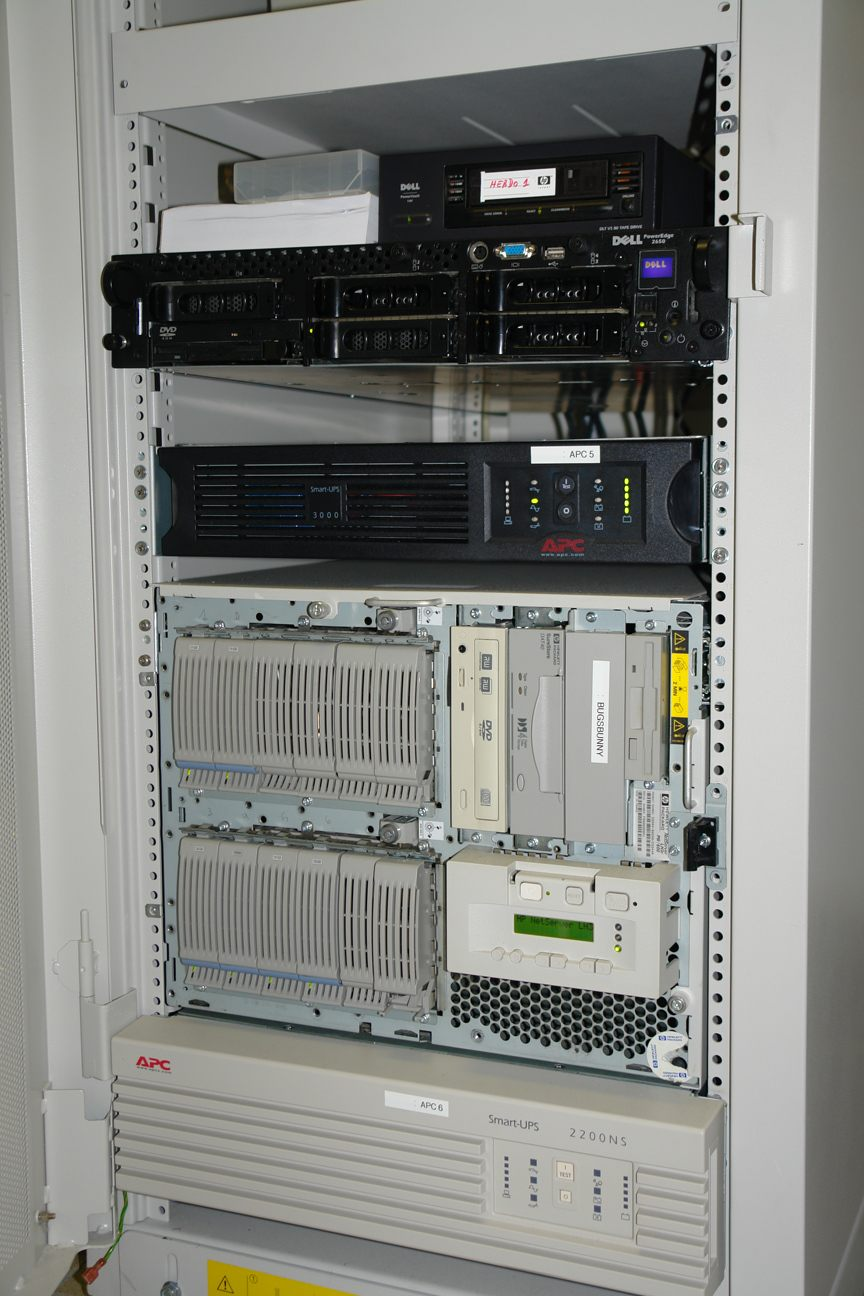
Промышленное решение: стоечные ИБП вместе с защищаемым оборудованием, смонтированным в 19-дюймовую стойку

Исто́чник (агрегат) бесперебо́йного пита́ния (ИБП, АБП) (англ. Uninterruptible Power Supply (UPS)) — источник питания, имеющий не менее двух вводов от первичных источников тока и один или несколько выводов, который обеспечивает переход питания нагрузки с одного источника на другой для непрерывного питания потребителей в случае отключения или ухудшения качества электрической энергии на входе от первичного источника. Термин источник бесперебойного питания используется применительно как системам бесперебойного электроснабжения, так и к отдельным приборам, в том числе встраиваемым:128.
Агрегаты бесперебойного питания, наряду с встроенными в оборудование аккумуляторными батареями, являются автономными источниками, однако, в отличие от них, конструктивно не объединены с потребителем. Автономность определяется наличием источника энергии, не связанным с общей энергетической системой.
Системы накопления электрической энергии могут выполнять функции источников бесперебойного питания.
Источники бесперебойного питания могут использоваться для устранения прерываний, провалов, выбросов, флуктуаций, длительных чрезмерных повышений и понижений напряжения, а также импульсных и осцилляционных помех, шумов:20.
Источники бесперебойного питания разделяют на статические и динамические. В статических ИБП в качестве накопителя энергии может использоваться аккумуляторные батареи, маховики и другие технологии накопления энергии. Динамические ИБП отличаются наличием собственного генератора. По состоянию на 2008 год, 95,2 % ИБП в мире составляли статические ИБП. При этом для мощностей более 0,5 МВт оба типа были одинаково распространены.

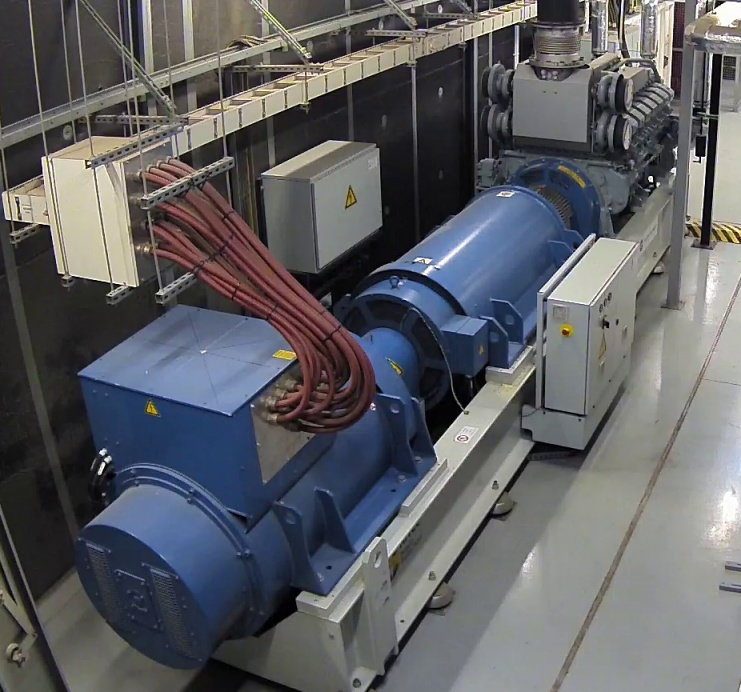
Агрегат бесперебойного питания с маховичным накопителем

В 1963—1967 гг. были созданы ИБП с резервированием мощности до 500 кВт. Первые ИБП включали в себя электродвигатель, дизельный двигатель, маховик и генератор. После появление тиристоров возникли конструкции с использованием аккумуляторных батарей и преобразователей напряжения. В дальнейшем в ИБП произошла замена тиристоров на биполярные транзисторы:130. В настоящее время мощность ИБП находится в диапазоне 100—1000 кВт (и более), возможны различные величины выходных напряжений:142.

## Бесперебойное электропитание нагрузки ограниченной мощности
Качество электрической энергии стандартизировано для системы электроснабжения общего назначения.:20 Для отдельных групп потребителей предъявляются особенные требования к питанию:17. Все группы потребителей можно разделить по принципу определения длительности допустимого перерыва электроснабжения: электромагнитная инерция (время затухания электромагнитных процессов); инерция технологических потоков; инерционность технологического оборудования. Единственным путем обеспечения устойчивой работы первой группы является питание от систем или источников бесперебойного питания:233.
Непосредственное накопление электрической энергии возможно только при постоянном токе. Необходимость в накопителях возникает при отключении электроэнергии, они играют важную роль в обеспечении бесперебойности электроснабжения. Для эффективного использования накопителей необходимы силовые электронные преобразователи: выпрямители, инверторы, преобразователи постоянного тока в постоянный. Напряжение на накопителях меняется в зависимости от того, насколько они заряжены. Для бесперебойного питания потребителя нужно стабильное напряжение, необходимо использование регулируемых преобразователей.

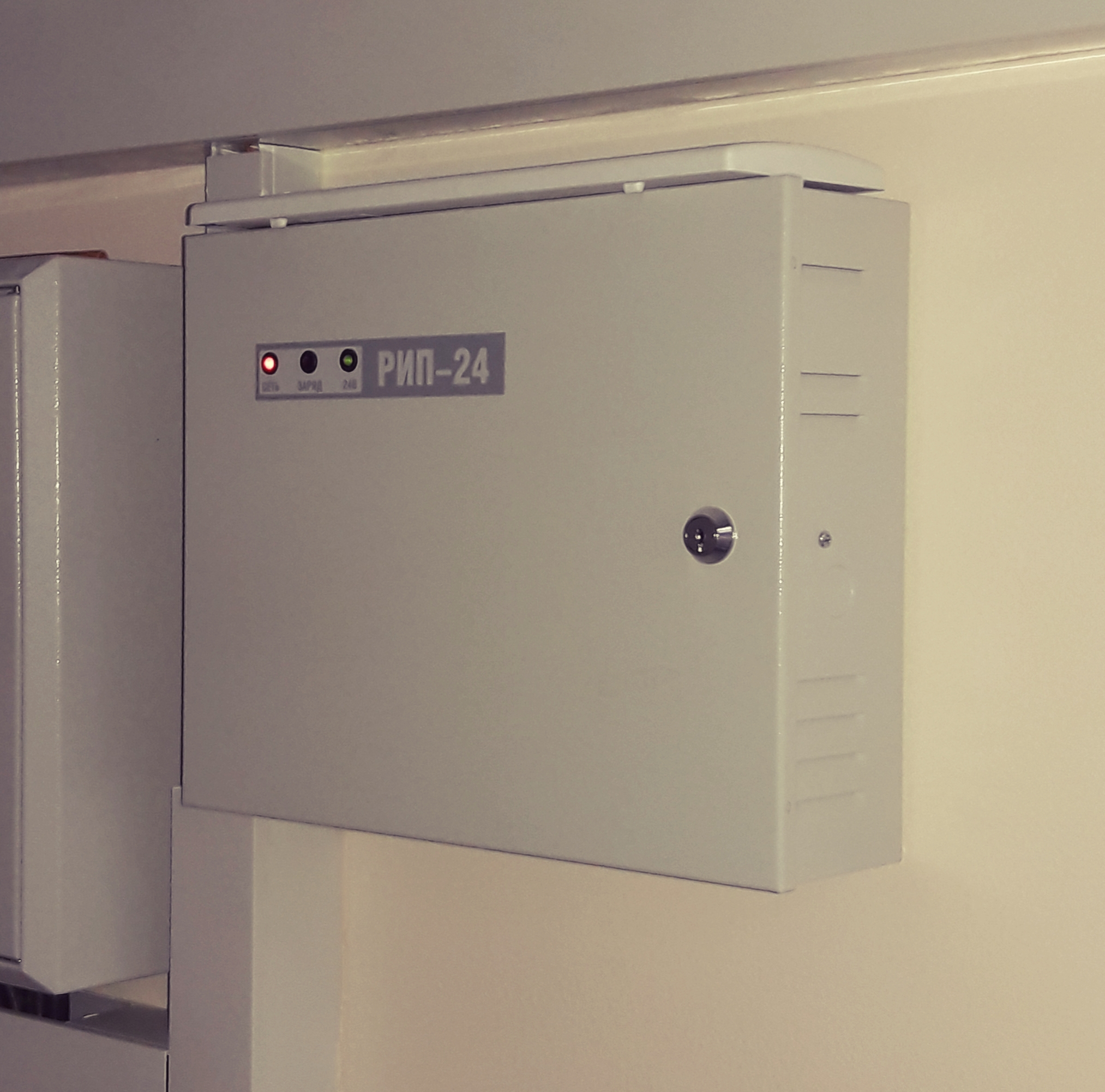
Источник бесперебойного электропитания технических средств пожарной автоматики

Кратковременные нарушения нормальной работы в электрической сети являются неизбежными. Причиной большинства кратковременных нарушений электроснабжения являются короткие замыкания. Полностью защитить электрическую сеть от них практически невозможно или, во всяком случае, это стоило бы очень дорого:с. 6. Кратковременные перерывы питания случаются значительно чаще, чем длительные. Длительного перерыва питания возможно избежать, используя автоматический ввод резерва (АВР). При этом кратковременные перерывы питания будут не только при коротком замыкании на любой из питающих АВР линий, но и на линиях, питающих соседних потребителей:с. 8.
Бесперебойное от гарантированного электропитания отличается тем, что в случае гарантированного электропитания допускается перерыв на время ввода в действие резервного источника. В случае бесперебойного электропитания требуется «мгновенный» ввод в действие резервного источника. Это важное требование ограничивает круг пригодных к применению в источниках бесперебойного питания резервных источников. На практике обычно может быть применен только один такой источник — аккумуляторная батарея.
Основной функцией ИБП является обеспечение непрерывности электропитания посредством использования альтернативного источника энергии. Кроме того, ИБП повышает качество электропитания, стабилизируя его параметры в установленных пределах. В ИБП в качестве накопителя энергии обычно используются химические источники тока. Кроме них, могут применяться и иные накопители:п. 1.1. В качестве первичного источника может использоваться электропитание, поступающее от электросети или генератора:п. 3.1.3.
Если допустимое время перерыва питания меньше 0,2 с, возможно только использование источников бесперебойного питания, защита автоматическими выключателями цепи с коротким замыканием для уменьшения времени перерыва питания в таком случае невозможна или неэффективна. Если допустимое время более 0,2 с, возможно использование защиты электросети или использование источников бесперебойного питания. При допустимом времени 5—20 с возможно отказаться от источников бесперебойного питания и использовать АВР:с. 61.

### Релейно-контакторные схемы
Сложное технологическое оборудование современного промышленного производства не может нормально функционировать, если электроснабжение не бесперебойное. Для многих промышленных предприятий перерыв питания на несколько секунд или даже на десятые доли секунды ведёт к нарушению непрерывного технологического процесса и к остановке производства:с. 5.
Для электродвигателей провалы напряжения в сети 0,4 кВ длительностью 0,3—0,5 с могут привести к тому, что векторы остаточной ЭДС электродвигателей могут оказаться в противофазе с векторами напряжения сети. В результате при восстановлении питания произойдет срабатывание электромагнитных расцепителей автоматических выключателей и окончательное отключение электродвигателей. При этом провалы напряжения длительностью менее 0,3 с не представляют опасности, поэтому для электродвигателей борьба с провалами напряжения обычно направлена на предотвращение отключения контакторов в цепи главного питания 0,4 кВ. Одной из таких мер является питание цепей управления контактора от источника бесперебойного питания:с. 251.
Нарушение работы контакторов и реле может произойти при прерывании напряжения 5—10 мс и 80—120 мс. Разница в работе одного и того же устройства возникает из-за разницы в мгновенной величине напряжения переменного тока, когда начался провал напряжения. При прохождении напряжения через ноль устойчивость более чем в 10 раз больше:165.

### Цифровая техника
Источники бесперебойного питания — законодательно установленный (в ЕАЭС) термин в области низковольтного оборудования, подключаемого к персональным электронным вычислительным машинам, устройство, которое автоматически обеспечивает резервное питание, в случае если напряжение в сети падает до критически низкого уровня.
Импульсные возмущения напряжения, возникающие в сети переменного тока в результата коммутаций, создавали угрозу надежности работы даже первого поколения ЭВМ на ламповых логических элементах (например БЭСМ-2). Дальнейшее снижение мощности информационных сигналов усилило риск воздействия на работу цифровой техники внешних помех из питающей сети:3. Также недостаточность требований не только к бесперебойности питания, но и надежности электроснабжения ЭВМ было известно в СССР уже в 1975 году. ЭВМ устанавливались на объектах, для которых перерывы электроснабжения в соответствии с правилами устройства электроустановок могли быть значительными:11.
Существенное отличие внешней помехи в сети питания от внешней помехи из канала связи в том, что питание воздействует на всё цифровое устройство целиком:3. Помехозащищенность цифрового устройства будет тем выше, чем меньше индуктивность проводников вторичного питания:133.
Источники бесперебойного электропитания развивались параллельно с компьютерами и другими высокотехнологическими устройствами для надежного питания этого оборудования, чего стандартные сети электроснабжения обеспечить не могут:128. Наиболее распространенное в быту и офисах применение — выключение компьютера без потери данных при отключении электроэнергии. При провалах напряжения длительностью 0,2 с происходит остановка процедур чтения/записи компьютера; 0,25 c — блокировка операционной системы; 0,4 c — перезагрузка:158.
Восприимчивость промышленных контроллеров на логических микросхемах к провалам напряжения аналогична восприимчивости компьютеров:160.

### Медицина
В медицинских стационарах (больницах) нередко требуется обеспечить стабильное электропитание, в частности, освещение и питание аппаратуры при хирургических операциях. Для этого используются мощные ИБП, как статические, так и ДДИБП.

### Энергетика
При аварии в первичных цепях, по которым передается электрическая энергия, для сохранения возможности переключений и защиты оборудования от повреждений необходимо наличие напряжения на вторичных цепях. В энергетике оборудование, обеспечивающее питанием вторичные цепи называется источниками оперативного тока:3.

## Регулирование
Международные стандарты ISO:
- ISO 8528-12:1997 Reciprocating internal combustion engine driven alternating current generating sets — Part 12: Emergency power supply to safety services
  - ГОСТ ISO 8528-12-2011 Электроагрегаты генераторные переменного тока с приводом от двигателя внутреннего сгорания. Часть 12. Аварийные источники питания для служб обеспечения безопасности

Международные стандарты IEC:
- IEC 60364-5-56:2009 Low-voltage electrical installations — Part 5-56: Selection and erection of electrical equipment — Safety services
  - Идентичный национальный стандарт ГОСТ Р 50571.5.56-2013/МЭК 60364-5-56:2009 Электроустановки низковольтные. Часть 5-56. Выбор и монтаж электрооборудования. Системы обеспечения безопасности
- IEC 62040-1:2013 Uninterruptible power systems (UPS) — Part 1: General and safety requirements for UPS
  - Идентичный межгосударственный стандарт ГОСТ IEC 62040-1-2018 Системы бесперебойного энергоснабжения (UPS). Часть 1. Общие положения и требования безопасности к UPS
- IEC 62040-2:2005 Uninterruptible power systems (UPS) — Part 2: Electromagnetic compatibility (EMC) requirements
  - Модифицированный межгосударственный стандарт ГОСТ 32133.2-2013 (IEC 62040-2:2005) Совместимость технических средств электромагнитная. Системы бесперебойного питания. Требования и методы испытаний
  - Идентичный государственный стандарт СТБ IEC 62040-2-2008 Системы бесперебойного питания (СБП). Часть 2. Требования к электромагнитной совместимости
- IEC 62040-3:2011 Uninterruptible power systems (UPS) — Part 3: Method of specifying the performance and test requirements
  - Идентичный межгосударственный стандарт ГОСТ IEC 62040-3-2018 Системы бесперебойного энергоснабжения (UPS). Часть 3. Метод установления эксплуатационных характеристик и требования к испытаниям
- IEC 62040-4:2013 Uninterruptible power systems (UPS) — Part 4: Environmental aspects — Requirements and reporting
  - Идентичный межгосударственный стандарт ГОСТ IEC 62040-4-2018 Системы бесперебойного энергоснабжения (UPS). Часть 4. Экологические аспекты. Требования и представление информации
- IEC 62040-5-3 Системы бесперебойного электропитания (UPS). Часть 5-3. UPS постоянного тока. Требования к рабочим характеристикам и испытаниям[19]
- IEC 61225:2019 Nuclear power plants — Instrumentation, control and electrical power systems — Requirements for static uninterruptible DC and AC power supply systems
  - Идентичный национальный стандарт ГОСТ Р МЭК 61225-2021 Атомные станции. Системы контроля, управления и электроснабжения. Требования к статическим системам бесперебойного электроснабжения постоянного и переменного тока

Межгосударственные стандарты:
- ГОСТ 26416-85 Агрегаты бесперебойного питания на напряжение до 1 кВ. Общие технические условия
- ГОСТ 27699-88 Системы бесперебойного питания приемников переменного тока. Общие технические условия
- ГОСТ 34700-2020 Источники бесперебойного электропитания технических средств пожарной автоматики. Общие технические требования. Методы испытаний

## Международная классификация ИБП
Стандартом IEC 62040-3 введена следующая классификация ИБП:
Пример обозначения типа ИБП: VFI SS 111
1-я группа символов — зависимость выходного сигнала ИБП от входного (сети).
- Класс VFI (Voltage and Frequency Independent) — напряжение и частота на выходе ИБП не зависят от входной сети.
- Класс VI (Voltage Independent) — выход ИБП зависит от частоты входа, но напряжение поддерживается в заданных пределах пассивным или активным регулированием.
- Класс VFD (Voltage and Frequency Dependent) — напряжение и частота на выходе ИБП зависят от входной сети.

2-я группа символов — форма выходного сигнала ИБП.
- SS — синусоидальная форма выходного сигнала (коэффициент гармонических искажений Kги<8 %) при линейной и нелинейной нагрузке.
- XX — несинусоидальная форма выходного сигнала при нелинейной нагрузке (синусоидальная при линейной).
- YY — несинусоидальная форма сигнала при любой нагрузке.

3-я группа символов — динамические характеристики ИБП.
Обеспечение стабильности выходного напряжения ИБП при трёх типах переходных процессов (1 — класс 1, отлично; 2 — класс 2, хорошо; и т. д.):
- 1-я цифра: нормальный режим -> автономный режим -> режим bypass,
- 2-я цифра: 100 % изменение линейной нагрузки в нормальном или автономном режиме (худший параметр),
- 3-я цифра: 100 % изменение нелинейной нагрузки в нормальном или автономном режиме (худший параметр).

## ИБП с резервированием первичного напряжения

### Резервная схема
Резервная схема (англ. Off-Line, Standby) — в нормальном режиме питание подключенной нагрузки осуществляется напрямую от первичной электрической сети, которое ИБП фильтрует (высоковольтные импульсы и электромагнитные помехи) пассивными фильтрами. При выходе электропитания за нормированные значения напряжения или его пропадании нагрузка автоматически переподключается к питанию от схемы, получающей электрическую энергию от собственных внутренних или внешних аккумуляторов с помощью простого инвертора. При появлении напряжения в пределах нормы снова переключает нагрузку на питание от первичной сети.
Достоинства:
- за счёт КПД около 99 % (при наличии напряжения сети) практически бесшумны и имеют минимальное тепловыделение;
- невысокая стоимость ИБП в целом.

Недостатки:
- относительно долгое время переключения[20] (порядка 3..10 мс) на питание от батарей;
- невозможность корректировать ни напряжение, ни частоту (VFD по классификации МЭК);

Чаще всего ИБП, построенные по такой схеме, используется для питания энергозависимых бытовых газовых котлов, персональных компьютеров или рабочих станций локальных сетей начального уровня, для которых не критично своевременное отключение в случае неполадки в сети. Практически все недорогие маломощные ИБП, предлагаемые на отечественном рынке, построены по данной схеме.

### Интерактивная схема
Интерактивная схема (англ. Line-Interactive) — устройство аналогично предыдущей схеме; дополнительно на входе присутствует ступенчатый стабилизатор напряжения на основе автотрансформатора, позволяя получить регулируемое выходное напряжение (VI по классификации МЭК). При работе в нормальном режиме такие ИБП не корректируют частоту, пассивные фильтры фильтруют входящее переменное напряжение. При пропадании напряжения ИБП переходит на питание от инвертора аналогично предыдущему.
Инверторы некоторых моделей линейно-интерактивных ИБП выдают напряжение как прямоугольной или трапецеидальной формы, как у предыдущего варианта, так и синусоидальной формы. Время переключения меньше, чем в предыдущем варианте, так как осуществляется синхронизация инвертора с входным напряжением. КПД такой же высокий, как и у резервных.
Недостатки: в режиме «от сети» не выполняет функцию фильтрации пиков, и обеспечивает только крайне примитивную стабилизацию напряжения (обычно 2—3 ступени автотрансформатора, переключаемые релейно, функция называется «AVR»).
В режиме «от батарей» некоторые, особенно дешёвые, схемы выдают на нагрузку частоту куда выше 50 Гц, и осциллограмму переменного тока, имеющую мало общего с синусоидой. Это связано с применением классического трансформатора крупного размера в схеме (вместо инвертора на полупроводниковых ключах). В связи с тем, что трансформатор данного габарита имеет (в связи с возникновением гистерезиса в сердечнике) ограничение на передаваемую мощность, которое линейно растет с частотой, данного трансформатора (занимает 1/3 объёма всего ИБП) хватает для питания цепи зарядки батарей на 50 Гц в режиме «от сети». Но, в режиме «от батарей», через этот трансформатор нужно пропустить уже сотни ватт мощности, что возможно только путём повышения частоты.
Это приводит к невозможности питания приборов, использующих, например, асинхронные двигатели (почти вся бытовая техника, включая отопительные системы).

По сути, от такого ИБП можно питать только приборы, нетребовательные к качеству питания, то есть, например, все приборы с импульсными БП, где питающее напряжение немедленно выпрямляется и фильтруется. То есть компьютеры и значительная часть современной бытовой электроники. Также можно питать осветительные и обогревательные приборы.

Линейно-интерактивный ИБП

### Схема двойного преобразования

ИБП с двойным преобразованием тока

Режим двойного преобразования (англ. online, double-conversion, онлайн) — используется для питания нагруженных серверов (например, файловых), высокопроизводительных рабочих станций локальных вычислительных сетей, а также любого другого оборудования, предъявляющего повышенные требования к качеству сетевого электропитания. Принцип работы состоит в двойном преобразовании (double conversion) рода тока. Сначала входной переменный ток преобразуется в постоянный, затем обратно в переменный ток с помощью обратного преобразователя (инвертора). При пропадании входного напряжения переключение нагрузки на питание от аккумуляторов не требуется, поскольку аккумуляторы включены в цепь постоянно (т. н. буферный режим работы аккумулятора) и для этих ИБП параметр «время переключения» не имеет смысла. В маркетинговых целях может использоваться фраза «время переключения равно 0», правильно отражающая основное преимущество данного вида ИБП: отсутствие промежутка времени между пропаданием внешнего напряжения и началом питания от батарей. ИБП двойного преобразования имеют невысокий КПД (от 80 до 96,5 %) в режиме on-line, из-за чего отличаются повышенным тепловыделением и уровнем шума. Однако у современных ИБП средних и высоких мощностей ведущих производителей предусмотрены разнообразные интеллектуальные режимы, позволяющие автоматически подстраивать режим работы для повышения КПД вплоть до 99 %. В отличие от двух предыдущих схем, способны корректировать не только напряжение, но и частоту (VFI по классификации МЭК).
Достоинства:
- отсутствие времени переключения на питание от батарей;
- синусоидальная форма выходного напряжения, то есть возможность питать любую нагрузку, в том числе отопительные системы (в которых есть асинхронные двигатели).
- возможность корректировать и напряжение, и частоту (более того, такой прибор одновременно является и самым лучшим из возможных стабилизаторов напряжения).

Недостатки:
- Низкий КПД (80—94 %), повышенная шумность и тепловыделение. Практически всегда прибор содержит вентилятор компьютерного типа, и потому не бесшумен (в отличие от line-interactive ИБП).
- Высокая стоимость. Примерно вдвое-втрое выше, чем line-interactive.

«Резервная» схема построения ИБП
«Интерактивная» схема построения ИБП
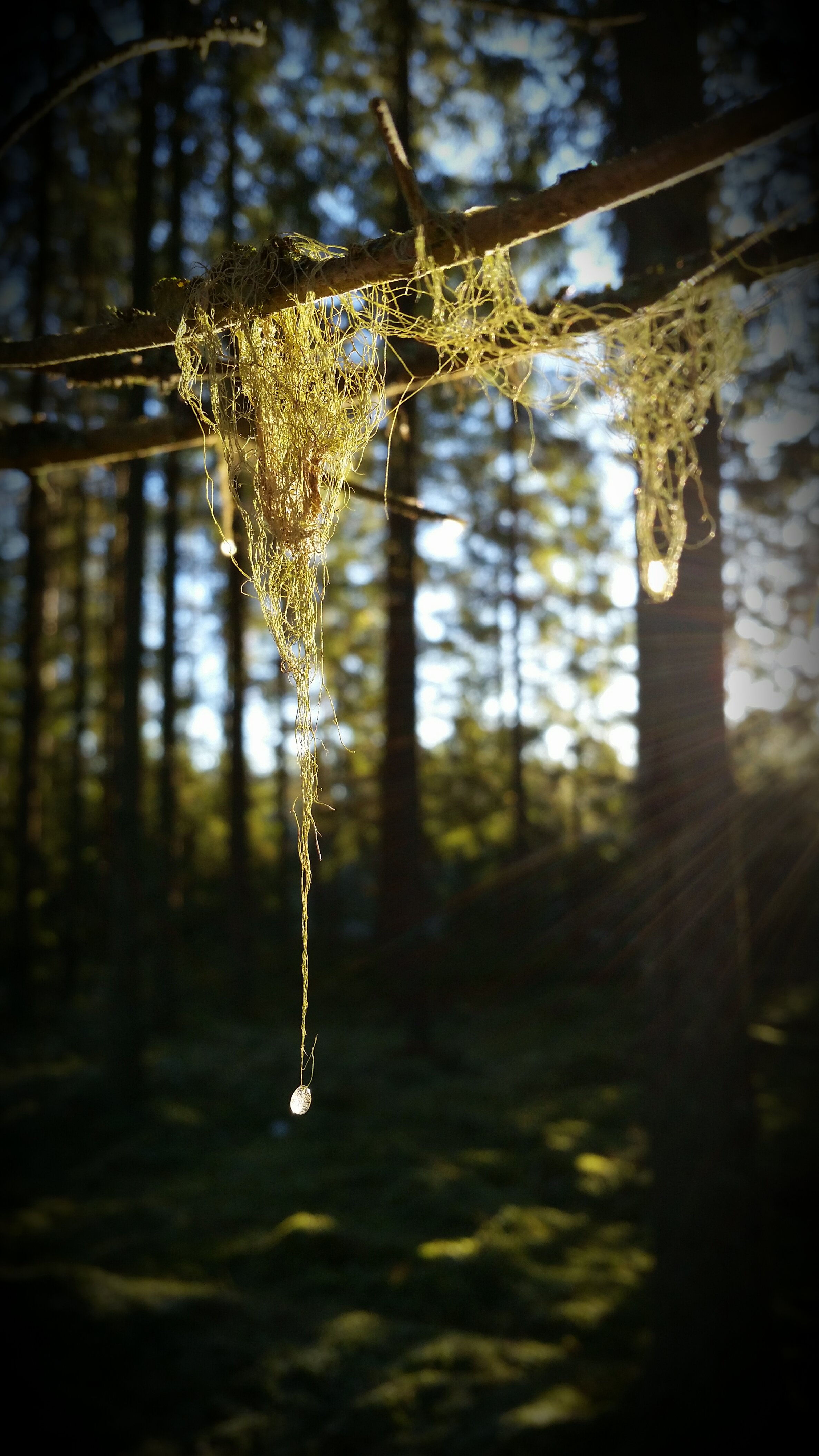
Схема построения ИБП с двойным преобразованием

## Бесперебойное питание с резервированием вторичного напряжения
В настоящее время постоянный ток применяется в независимых от электроэнергетических систем источниках энергии. Сети постоянного оперативного тока существуют на электростанциях и подстанциях. Они предназначены для оборудования управления, автоматики и сигнализации, освещения, электроснабжения особо ответственных рабочих машин при нарушении нормальной работы:11. К цепям оперативного постоянного тока предъявляются особенные требования по надежности. В системе используются аккумуляторные батареи и зарядные устройства, возможно резервирование этих блоков. При резервировании блоки могут переключаться вручную или находится в горячем резерве с подключением с помощью диодов:223. Для систем постоянного оперативного тока используются аккумуляторные батареи на 24 В, 48 В, 110 В, 220 В:6.
Источники постоянного тока используются для телекоммуникационных систем, систем оповещения и телефонной связи, пожарной и охранной сигнализации:28. Сети постоянного тока с резервными аккумуляторами существуют на телефонных станциях. Они могут иметь напряжение 24, 48, 54, 60, 110, 125 В и мощность до десятков кВт:56.
Резервирование электропитания с помощью аккумуляторной батареи в ИБП с выходом постоянного тока может осуществляться с включением батареи при отсутствии напряжения основного источника (аварийная батарея), в резерве батарея находится в заряженном состоянии. Либо с постоянным подключением параллельно к выходам основного источника для уменьшения влияния колебаний энергии на источник (буферная батарея):16.
Возможно постоянное подключение батареи через развязывающие диоды параллельно с нагрузкой к выходу вторичного источника питания:216 либо без диодов — в этом случае возможен заряд батареи непосредственно от выхода источника. В случае, если ток в источнике превышает ток в нагрузке, в аккумуляторе возникнет зарядный ток. При пульсации выходного напряжения возможна пульсирующая работа аккумулятора в режиме разряда-заряда:16.
Для резервного питания маломощной бытовой аппаратуры (роутеры, радиотелефоны и т. д.) с напряжением 12 вольт выпускается класс ИБП с устоявшимся названием Mini UPS.

## Характеристики ИБП
- выходная (активная) мощность, измеряемая в ваттах (W) и полная, измеряемая в вольт-амперах (VA). Стоит обратить внимание, что оборудование, содержащее мощные электродвигатели (холодильник, погружные насосы автономных водопроводов и систем полива), имеет «пусковые токи». Это означает, что в момент пуска двигателя устройство кратковременно потребляет мощность, в 5—7 раз превышающую паспортную. ИБП должен выбираться с учётом этого факта. То же касается и лазерных принтеров, которые обычно вообще запрещают подключать к ИБП;
- коэффициент мощности ИБП (PF, обычно в диапазоне 0,6—1,0);
- выходное напряжение, измеряется в вольтах, V;
- время переключения[20], то есть время перехода ИБП на питание от аккумуляторов (измеряется в миллисекундах, ms);
- время автономной работы, определяется ёмкостью батарей и мощностью подключённого к ИБП оборудования (измеряется в минутах, мин.), у большинства офисных ИБП оно равняется 4—15 минутам при полной нагрузке;
- ширина диапазона входного (сетевого) напряжения, при котором ИБП в состоянии стабилизировать питание без перехода на аккумуляторные батареи (измеряется в вольтах, V);
- срок службы аккумуляторных батарей (измеряется годами, обычно свинцовые аккумуляторные батареи значительно теряют свою ёмкость уже через 2—3 года. Сильно зависит от качества, а значит, и цены ИБП, конкретно от степени примитивности его цепи зарядки батареи).

## Конструкция

### Накопители энергии

#### Электрохимические

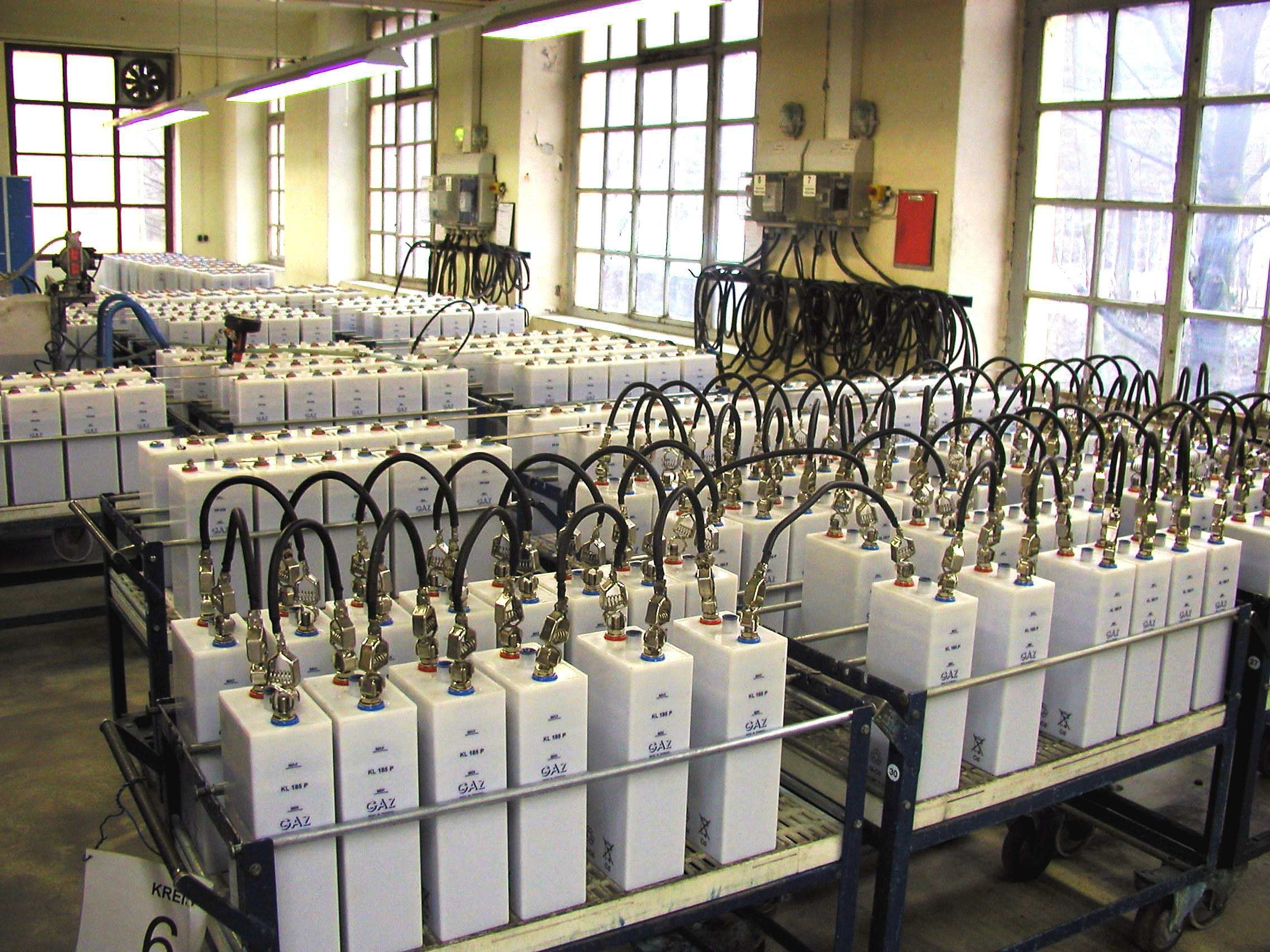
Батарея аккумуляторов

Применение аккумуляторных батарей для улучшения качества электроэнергии имеет длительную историю. В два последних десятилетия XIX века было построено много электростанций постоянного тока, аккумуляторные батареи в таких электростанциях служили резервом — покрывали пики нагрузок. Для увеличения радиуса электроснабжения аккумуляторные батареи устанавливались на подстанциях. Группы батарей при последовательном соединении заряжались от центральной станции, а при параллельном соединении они питали местную нагрузку.
Для аварийного освещения, питания аппаратуры длительное время (свыше часа) и в других случаях, когда нужен длительный срок хранения электроэнергии при достаточной компактности аккумулятора, редко повторяющихся циклах зарядки—разрядки, спокойном режиме загрузки силовой установки целесообразно применение электрохимического аккумулятора:147:16. В зависимости от частоты и интенсивности загрузки аккумуляторов их устройство различно. Аккумуляторы, используемые в системах освещения, отличаются от стартерных, применяемых для запуска автомобильных двигателей:24.
Электрохимические аккумуляторы широко используются для обеспечения автономной работы:4. В автономных системах аккумуляторная батарея работает совместно с электроэнергетической установкой постоянного или переменного тока. Согласующий блок задает режим работы аккумуляторной батареи, которая используется как стартовое, резервное или аварийное устройство. Необходимо обеспечивать своевременный заряд аккумуляторной батареи:55.

#### Ёмкостные
Главное различие между конденсаторами и аккумуляторами заключается в том, что конденсаторы непосредственно хранят электрический заряд, а аккумуляторы превращают электрическую энергию в химическую, запасают её, а потом происходит обратное преобразование. Однако у электролитических конденсаторов емкость недостаточна для применения в длительно работающих источниках бесперебойного питания. Намного большую емкость имеют ионисторы.
При использовании АВР, постоянного тока с использованием релейной схемы можно использовать для исключения перерывов питания на время переключения конденсатор большой ёмкости:с. 229.

#### Кинетические

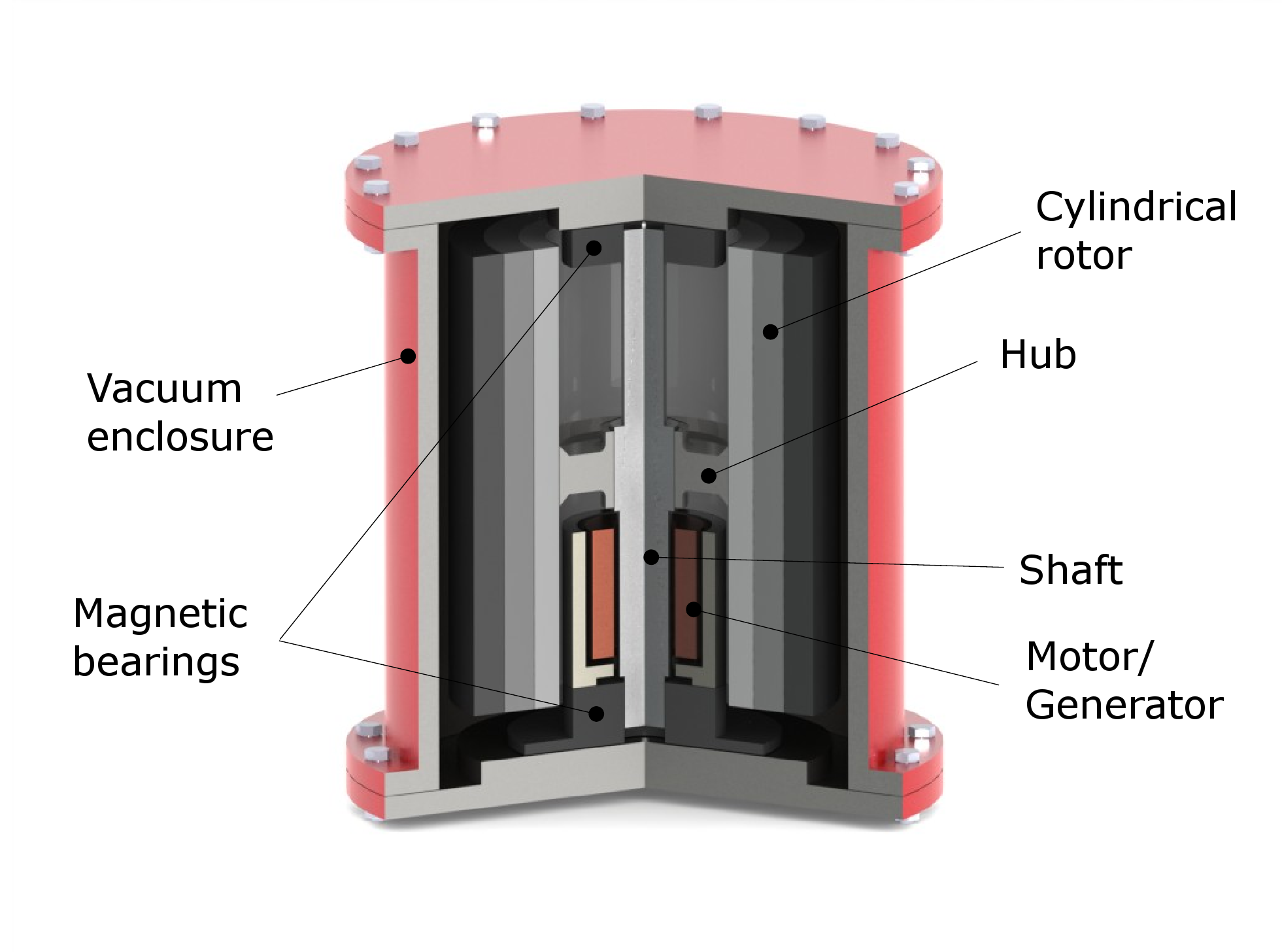
Маховичный аккумулятор

Аварийные системы питания высокой надежности — область применения маховичных аккумуляторов.:17 Главной частью маховичного аккумулятора является маховик. Маховичный аккумулятор отличается от присутствующего практически на каждой машине для выравнивания хода маховика количеством оборотов, которые он делает для отдачи энергии. Условно принято рассматривать в качестве аккумуляторов маховики, которые делают не менее 10 оборотов:65.
Динамический источник бесперебойного питания (ДИБП), англ. Rotary UPS (рус. роторный или вращающийся ИБП) — мотор-генератор с механическим аккумулятором (маховиком). Преимуществом ДИБП перед статическим ИБП является исключение помех как питающей сети, так и схемы преобразования, он выдаёт на нагрузку чистую синусоиду.
Дизель-динамический источник бесперебойного питания (ДДИБП). Совмещается маховик и дизель. От других схем непрерывного электропитания отличается относительной надёжностью и простотой обслуживания. Как и ДИБП, на нагрузку выдаёт чистую синусоиду.
Для резервированного питания промышленных и военных объектов нередко используются ДДИБП. В частности, они работают на космодроме Байконур.

### Байпас
Байпасом называется один из составляющих ИБП блоков. Режим байпас (англ. Bypass, «обход») — питание нагрузки отфильтрованным напряжением электросети в обход основной схемы ИБП. Переключение в режим Bypass выполняется автоматически или вручную (ручное включение предусматривается на случай проведения профилактического обслуживания ИБП или замены его узлов без отключения нагрузки). Может делать т. н. фазануль («сквозной нуль»). Применяется в online-схемах, более того, выключенный кнопкой OFF online UPS остаётся в режиме байпаса, то же самое происходит при разрушении силовых компонентов схемы, определённом управляющими цепями, а также при аварийном отключении схемы по перегрузке выхода. В line-interactive UPS режим работы «от сети» и есть байпас.

### Стабилизатор переменного напряжения
Используется в ИБП, которые работают по интерактивной схеме. Часто ИБП оснащается только повышающим «бустером» (англ. booster), который имеет всего лишь одну либо несколько ступенек повышения, но есть модели, которые оснащены универсальным регулятором, работающим и на повышение (boost), и на понижение (buck) напряжения. Использование стабилизаторов позволяет создать схему ИБП, способную выдержать долгие глубокие «подсадки» и «проседания» входного сетевого напряжения (одной из наиболее распространённых проблем отечественных электросетей) без перехода на аккумуляторные батареи, что позволяет значительно увеличить срок «жизни» аккумуляторной батареи.

### Инвертор

Схема инвертора 12 вольт постоянного в 230 вольт переменного напряжения

Инвертор — устройство, которое преобразует род напряжения из постоянного в переменное (аналогично переменное в постоянное). Основные типы инверторов:
- инверторы, которые генерируют напряжение прямоугольной формы;
- инверторы с пошаговой аппроксимацией;
- инвертор с широтно-импульсной модуляцией (ШИМ);
- преобразователь с импульсно-плотностной модуляцией (ИПМ, англ. Pulse-density modulation).

Показатель, который характеризует степень отличия формы напряжения или тока от идеальной синусоидальной формы — коэффициент нелинейных искажений (англ. Total Harmonic Distortion, THD). Типовые значения:
- 0 % — форма сигнала полностью соответствует синусоиде;
- порядка 3 % — форма, близкая к синусоидальной;
- порядка 5 % — форма сигнала, приближенная к синусоидальной;
- до 21 % — сигнал имеет трапецеидальную или ступенчатую форму (модифицированный синус или меандр);
- 43 % и свыше — сигнал прямоугольной формы (меандр).

Для уменьшения влияния на форму напряжения в питающей электросети (если входным узлом ИБП, построенного по схеме с двойным преобразованием, является тиристорный выпрямитель, элемент нелинейный и потребляющий большой импульсный ток, такой ИБП становится причиной появления гармоник высшего порядка) во входной цепи ИБП устанавливается специальный THD-фильтр. При использовании транзисторных выпрямителей коэффициент нелинейных искажений (англ. Total Harmonic Distortion, THD) составляет порядка 3 %, и фильтры не используют.

### Трансформатор
Гальваническую развязку между входом и выходом (как правило, в ИБП таковая не делается вообще из принципиальных соображений пропуска «сквозного нуля» на нагрузку, то есть отсутствия любой коммутации провода нейтрали от входа UPS до его выхода) осуществляет установленный во входной цепи ИБП (между электросетью и выпрямителем) входной изолирующий трансформатор. Соответственно, в выходной цепи ИБП между преобразователем и нагрузкой размещён выходной изолирующий трансформатор, который обеспечивает гальваническую развязку между входом со схемы ИБП и выходом на подключенную нагрузку.

### Интерфейс
Для расширенного мониторинга состояния самого ИБП (например, уровень заряда батарей, параметры электрического тока на выходе) применяются различные интерфейсы:
для подключения к компьютеру — последовательный (COM) порт или USB, при этом производителем ИБП поставляется фирменное программное обеспечение, которое позволяет, проанализировав ситуацию, определить время работы и дать оператору возможность безопасно выключить компьютер, завершив работу всех программ. Для наблюдения за состоянием источников бесперебойного питания и другого оборудования через локальную вычислительную сеть используется протокол SNMP и специализированное программное обеспечение.
Для того, чтобы повысить надёжность всей системы в целом, применяется резервирование — схема, которая состоит из двух или более ИБП.

## Рынок

### В России
В 2000 году российский рынок был монополизирован компаниями APC и Powercom (суммарно 92 % в штучном и 71 % в денежном выражении). На протяжении более 20 лет APC оставался лидером, тем не менее, значимую часть массового рынка заняли компании CyberPower, Ippon и Powercom. Весной 2022 года многие бренды покинули российский рынок, в том числе Schneider Electric (APC), на месте которой была создана российская компания Systeme Electric. По данным аналитической компании ITResearch, в 2024 году тройку лидеров на российском рынке ИБП заняли компании CyberPower, Ippon и Impuls, далее следуют Powercom и Parus Electro. На данную пятерку суммарно приходится 46,6 % рынка.